# Club Atlético San Vicente Hockey
El Club Atlético San Vicente Hockey es un club de hockey hierba y hockey sala de San Vicente del Raspeig (Alicante) España. Sus primeros equipos, tanto masculino como femenino, militan actualmente en División de Honor B, segunda división nacional, y anteriormente, también ambos militaron en la máxima categoría española del hockey hierba y sala.

## Historia
Se trata del club de hockey hierba y sala por excelencia en la provincia de Alicante. En las décadas de los 1980 y 1990 era un clásico de las máximas categorías del hockey hierba español, pero desde el siglo XXI, durante varias temporadas el conjunto sanvicentero dejó de competir en categorías amateur y se mantuvo centrado en estos últimos años en la formación. Fruto de esta política de club sumado a la construcción de uno de los mejores campos de hockey hierba del panorama español, empiezan a despuntar nuevos canteranos y el primer equipo ya vuelve a competir a nivel amateur en la máxima categoría valenciana.
El club ha sido cantera de buenos jugadores siendo su máxima referencia Juan Escarré que ha defendido la camiseta del club sanvicentero mientras era una referencia mundial del hockey hierba. El club ha sido organizador de campeonatos nacionales e internacionales. Juega como local en el campo de hockey de la Universidad de Alicante que es un campo referencia en el panorama nacional e internacional donde selecciones extranjeras como los Países Bajos, Bélgica, entre otras, se hospedan en San Vicente del Raspeig (Alicante) para realizar sus pretemporadas.

## Presidentes
- Roberto Marhuenda Beviá (11/06/1969 al 31/12/1973).
- Salvador Pascual Domenech	(14/01/1974 al 03/12/1981).
- Antonio Escarré Esteve (04/12/1981 al 08/09/1985).
- José Gadea López (09/09/1985 al 18/12/1990).
- José Luis Mendías Castrejón (19/12/1990 al 10/06/1994).
- Enrique Blanco García (11/06/1994 al 30/07/1998).
- Jesús Villar Notario (01/08/1998 al 04/04/2011).
- José Luis Mendías Castrejón	(05/04/2011 al 29/07/2013).
- José Luis Villar Pastor	(30/07/2013 al 29/07/2014).
- José Luis Mendías Castrejón	(30/07/2014 a la actualidad).